# Pigniu
Pigniu (oficialmente hasta 1943 en alemán: Panix y hasta 1984 Pigniu/Panix) era una comuna suiza del cantón de los Grisones, situada en el distrito de Surselva, círculo de Ruis/Rueun. Limitaba al norte con la comuna de Glaris Sur (GL), al este con Siat, al sur con Rueun, y al oeste con Andiast. El 1 de enero de 2014 se fusionó con las antiguas comunas de Castrisch, Ilanz, Ladir, Luven, Pitasch, Riein, Ruschein, Schnaus, Sevgein, Duvin, Rueun y Siat para convertirse en la nueva comuna de Ilanz/Glion.

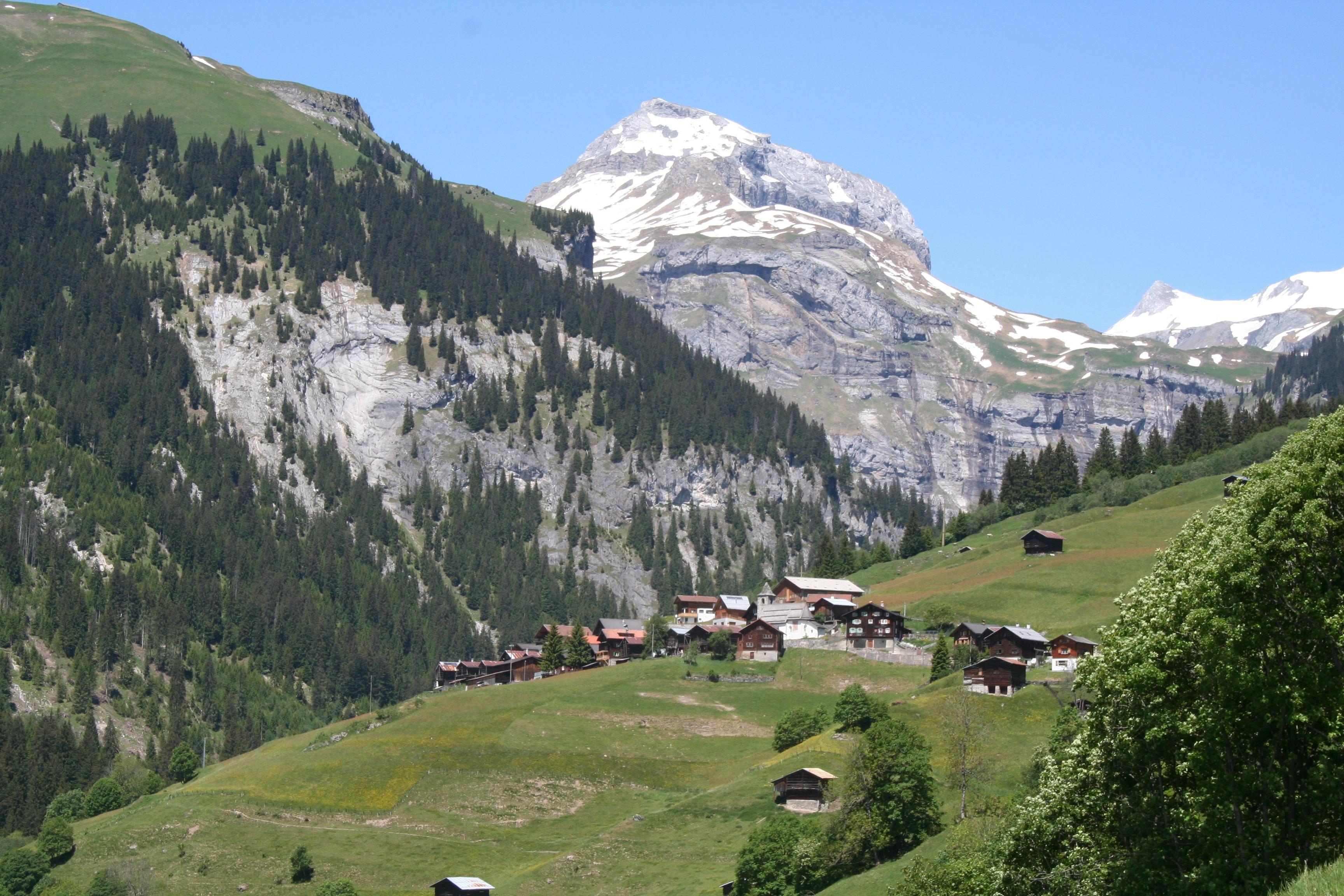
Vista de Pigniu.